# Adamstown (Pensilvania)
Adamstown es un borough ubicado en los condados de Berks y Lancaster en el estado estadounidense de Pensilvania. En el año 2000 tenía una población de 4,046 habitantes y una densidad poblacional de 1,235.4 personas por km².

## Geografía
Adamstown se encuentra ubicado en las coordenadas 40°14′30″N 76°3′28″O / 40.24167, -76.05778.

## Demografía
Según la Oficina del Censo en 2000 los ingresos medios por hogar en la localidad eran de $43,578 y los ingresos medios por familia eran $47,337. Los hombres tenían unos ingresos medios de $35,000 frente a los $25,400 para las mujeres. La renta per cápita para la localidad era de $20,840. Alrededor del 2.4% de la población estaba por debajo del umbral de pobreza.